# Плоэрмель (кантон)
Плоэрмель (фр. Ploërmel) — кантон во Франции, находится в регионе Бретань, департамент Морбиан. Входит в состав округа Понтиви.

## История
До 2015 года в состав кантона входили коммуны Гурель, Канпенеак, Лойа, Монтертело, Плоэрмель и Топон.
В результате реформы 2015 года состав кантона был изменен: в его состав вошли коммуны упраздненных кантонов Жослен, Ла-Трините-Пороэт и Морон.
С 1 января 2016 года состав кантона изменился: коммуна Кили вместе с коммунами Ла-Шапель-Каро и Ле-Рок-Сент-Андре  кантона Мореак образовали новую коммуну Валь-д’Уст, вошедшую в состав кантона Мореак.
При создании кантона двенадцать коммун входило в состав округа Понтиви, а двадцать коммун — в состав округа Ван. С 1 января 2017 года все коммуны кантона Плоэрмель входят в состав округа Понтиви.
С 1 января 2019 года состав кантона снова изменился: коммуны Лануэ и Ле-Форж образовали новую коммуну Форж-де-Лануэ, а коммуна Монтерен вошла в состав коммуны Плоэрмель.

## Состав кантона с 1 января 2019 года
В состав кантона входят коммуны (население по данным Национального института статистики Архивная копия от 17 января 2022 на Wayback Machine за 2019 г.):
- Бриньяк (192 чел.)
- Гегон (2 272 чел.)
- Гийе (1 305 чел.)
- Гийяк (1 343 чел.)
- Гурель (721 чел.)
- Жослен (2 482 чел.)
- Канпенеак (1 888 чел.)
- Конкоре (737 чел.)
- Крюгель (655 чел.)
- Ла-Гре-Сен-Лоран (322 чел.)
- Ла-Круа-Элеан (885 чел.)
- Ла-Трините-Пороэт (671 чел.)
- Лантийяк (299 чел.)
- Лойа (1 621 чел.)
- Менеак (1 532 чел.)
- Монтертело (360 чел.)
- Моон (979 чел.)
- Морон (3 145 чел.)
- Неан-сюр-Ивель (1 109 чел.)
- Плоэрмель (9 791 чел.)
- Сен-Бриёк-де-Морон (304 чел.)
- Сен-Лери (202 чел.)
- Сен-Мало-де-Труа-Фонтен (584 чел.)
- Сен-Серван (812 чел.)
- Топон (2 191 чел.)
- Треорантёк (116 чел.)
- Форж-де-Лануэ (2 165 чел.)
- Эвриге (199 чел.)
- Элеан (384 чел.)

## Политика
На президентских выборах 2022 г. жители кантона отдали в 1-м туре Эмманюэлю Макрону 31,9 % голосов против 27,4 % у Марин Ле Пен и 15,7 % у Жана-Люка Меланшона; во 2-м туре в кантоне победил Макрон, получивший 55,8 % голосов. (2017 год. 1 тур: Эмманюэль Макрон – 24,1 %, Марин Ле Пен – 23,0 %, Франсуа Фийон – 22,0 %, Жан-Люк Меланшон – 15,6 %; 2 тур: Макрон – 64,4 %. 2012 год. 1 тур: Николя Саркози — 30,2 %, Франсуа Олланд — 26,7 %, Марин Ле Пен — 17,6 %; 2 тур: Саркози — 50,9 %).
С 2021 года кантон в Совете департамента Морбиан представляют мэр коммуны Жослен Николя Жагуде (Nicolas Jagoudet) и мэр коммуны Канпенеак Аня Реноди (Hania Renaudie) (оба — Республиканцы).
|                | Кандидаты                         | Партия                   | Первый тур | Первый тур     | Второй тур | Второй тур |
| Кол-во голосов | Кандидаты                         | Партия                   | % голосов  | Кол-во голосов | % голосов  |            |
| -------------- | --------------------------------- | ------------------------ | ---------- | -------------- | ---------- | ---------- |
|                | Николя Жагуде Аня Реноди          | Правый блок              | 3 771      | 37,96          | 5 160      | 52,18      |
|                | Мартин Гийа-Геринель Мишель Пишар | Разные правые            | 4 088      | 41,15          | 4 729      | 47,82      |
|                | Аньес Ришар Жиль Русийон          | Национальное объединение | 2 076      | 20,90          |            |            |

|                | Кандидаты                         | Партия             | Первый тур | Первый тур     | Второй тур | Второй тур |
| Кол-во голосов | Кандидаты                         | Партия             | % голосов  | Кол-во голосов | % голосов  |            |
| -------------- | --------------------------------- | ------------------ | ---------- | -------------- | ---------- | ---------- |
|                | Мартин Гийа-Геринель Мишель Пишар | Правый блок        | 4 555      | 31,27          | 9 377      | 68,64      |
|                | Мишель Женонсо Аньес Ришар        | Национальный фронт | 3 093      | 21,24          | 4 285      | 31,36      |
|                | Сильвен Милу Жерар Пео            | Разные левые       | 2 965      | 20,36          |            |            |
|                | Фабьян Бриеро Анри Рибушон        | Разные правые      | 2 390      | 16,41          |            |            |
|                | Режин Керуэдан Кристиан Ноэль     | Левый фронт        | 783        | 5,38           |            |            |
|                | Марин Вало Йоан Тюфиго            | Вставай, Франция   | 461        | 3,17           |            |            |
|                | Давид Каба Виржини Ле Минтер      | Разные левые       | 318        | 2,18           |            |            |